# Ecionemia acervus
Ecionemia acervus är en svampdjursart som beskrevs av James Scott Bowerbank 1864. Ecionemia acervus ingår i släktet Ecionemia och familjen Ancorinidae. Inga underarter finns listade i Catalogue of Life.